# Presidenti dell'Ambazonia
Il Presidente dell'Ambazonia è il capo di Stato nonché capo del governo dell'omonima repubblica secessionista del Camerun.

## Storia
La figura è stata istituita nel 2017 in occasione della crisi anglofona in Camerun e della conseguente dichiarazione unilaterale d'indipendenza dell'Ambazonia.
Negli anni '60 e '70 la regione era dotata di un proprio Primo ministro nell'ambito dell'organizzazione federale del Camerun
Il primo presidente è stato Sisiku Julius Ayuk Tabe.
Dalla crisi istituzionali sono sorte tre presidenti contestati tra di loro.

## Funzioni
Il capo di Stato e del governo amministra la repubblica secessionista con il gabinetto di governo, secondo l'articolo 9 della Costituzione. La sua carica dura tre anni.

## Elenco
| Ritratto | Nome                    | Durata del mandato |
| -------- | ----------------------- | ------------------ |
|          | Sisiku Julius Ayuk Tabe | 2017 - 2018        |
|          | Samuel Ikome Sako       | 2018 - in carica   |
|          | Sisiku Julius Ayuk Tabe | 2019 - in carica   |
|          | Marianta Njomia         | 2022 - in carica   |
|          | Chris Anu               | 2022 - in carica   |